# 기상통신소
기상통신소(氣象通信所)는 대한민국 내의 기상실황 및 예보의 무선통신에 관한 사항을 담당하며, 대한민국 연안은 물론 원양을 항해중인 선박, 태평양지역을 비행하는 항공기, 연안 여객선, 어선 및 선박회사 등 기상 정보를 필요로 하는 기관에서 본 방송을 수신하여 조업, 항해, 운항 등 방재업무에 활용하도록 하는 중요한 무선통신 업무를 수행하기 위해 설립된 대한민국 기상청 항공기상청 소속기관으로 항공기상청 기본운영규정에 따라 기상통신소장(5급)은 전산사무관 또는 통신사무관으로 보한다. 서울특별시 강서구 공항동 538번지에 있었지만 공공기관 지방이전에 따른 혁신도시 건설 및 지원에 관한 특별법에 따라 경상북도 김천시 율곡동으로 이전하였다.

## 연혁
- 1963년 2월 12일 김포기상송신소 설립
- 1964년 5월 27일 중앙관상대 김포기상송신소 발족
- 1966년 1월 1일 무선인쇄전신(RTT)전파 발사
- 1966년 2월 1일 개소식(정규 기상방송 업무시작)
- 1970년 7월 18일 중앙관상대 김포기상통신소로 개칭
- 1971년 8월 1일 모사전신(FAX) 방송시작
- 1981년 12월 31일 중앙기상대 김포기상통신소로 개칭
- 1994년 9월 9일 기상통신소로 개칭
- 1996년 12월 31일 무선인쇄전신(RTT)방송 중단
- 1997년 3월 1일 FAX주파수 추가 방송개시(주파수 5개 : 3,585.0, 5,857.5, 7,433.5, 9,165.0, 13,570.0Khz)
- 2002년 2월 15일 무선FAX 기상방송시스템 보강
- 2005년 1월 1일 영역기상방송 통합서버 구축
- 2007년 3월 16일 항공기상청 편입

## 임무
대한민국 국내외의 기상 실황 및 예보, 특보 등을 무선통신방식(FAX)에 의하여 WMO에서 지정한  책임 구역에 대한 방송을 실시하는 업무를 담당함.
- 근거 : WMO 558 Manual ( Manual on Marine Meteorological Service )
- 대한민국 무선FAX기상 방송의 영역 규정
- 통신 상대방 : 대한민국 근해 및 동남아 일대 항해선박
- 방송구역: 해양기상자료 제공을 위한 공ㆍ해상에서 대한민국가 담당한 영역

## 이용 대상
- 선박(여객선, 상선, 어선 등) 및 선박회사
- 항공기(여객기, 화물기, 군용기 등) 및 항공사
- 세계 각지 기상기관
- 국내 각 기상기관
- 신문사 및 방송국
- 국제관측연구기관
- 국방부 및 국토해양부 각 기관
- 기상 관련 대학교 및 연구기관
- 기타

## 정원 현황(총 9명)
- 5급 : 1명
- 6급 : 1명
- 7급 : 2명
- 8급 : 0명
- 9급 : 2명
- 방호원 : 3명

## 같이 보기
- 항공기상청